# Estadio Ljudski vrt
El Stadion Ljudski vrt (en español: Jardín del pueblo, en alemán: Volksgarten) es un estadio multiusos, utilizado principalmente para partidos de fútbol, ubicado en el distrito de Koroska vrata de la ciudad de Maribor en Eslovenia. El estadio, que cuenta con una capacidad para 12.994 espectadores, ha sido el campo del NK Maribor desde su fundación en 1960. Anteriormente, había sido la cancha local del funecido NK Branik entre 1952 y 1960.
El Liujdski vrt ha sido la sede de más finales de Copas de Eslovenia y partidos de competiciones europeas que ningún otro estadio en el país, además de ser el estadio donde más veces ha jugado la selección de Eslovenia como local y una de las cuatro sedes del Campeonato Europeo sub-17 de 2012.
Una de las características que resaltan más del pequeño estadio es un peculiar arco de hormigón de 130 metros de largo en la gradería principal, siendo uno de los detalles que hacen del estadio un monumento protegido por el Instituto para la Protección del Legado Cultural de Eslovenia. Es considerado como uno de los estadios pequeños más pintorescos del mundo.

## Historia
El área que ahora es conocida como Ljudski vrt se encontraba ubicada originalmente afuera de las murallas de la ciudad de Maribor y sirvió como cementerio por varios siglos. Alrededor del año 1358, una pequeña iglesia con un cementerio fue construida allí hasta 1522 cuando fue abandonada, muy probablemente debido a las incursiones otomanas. Para 1571 la iglesia se encontraba completamente destruida. El sitio fue utilizado como cementerio nuevamente entre 1783 y 1914 cuando fue cerrado por decisión de la Alcaldía de Maribor, aunque se permitió usar algunas de las tumbas hasta que fueron trasladadas a otro cementerio en 1937. En 1873 se construyó un parque en la zona, el Jardín del Pueblo (del alemán: Volksgarten) del cual Ljudski vrt recibe su nombre el día hoy. A finales del siglo XIX, Ljudski vrt se estaba convirtiendo en un centro recreacional de la ciudad y registros de 1901 muestra que ya se jugaba tenis en ese lugar en esa época. Durante la Primera Guerra Mundial toda el área se convirtió en un campo de tiro del ejército austrohúngaro. Al igual que en otras localidades eslovenas (como Liubliana, Celje, Trbovlje), el fútbol creció enormemente en popularidad en Maribor con el establecimiento de nuevos clubes, más notablemente el 1. SSK Maribor,(en esloveno: 1. Slovenski Športni Klub Maribor) el cual fue fundado en 1919 por jóvenes eslovenos. Junto con el atletismo y el tenis, fútbol fue una de las principales divisiones deportivas del club y en 1920 recibieron su primer campo de fútbol en la zona del Ljudski vrt, el cual fue construido con la ayuda de la población local y convictos de prisión.

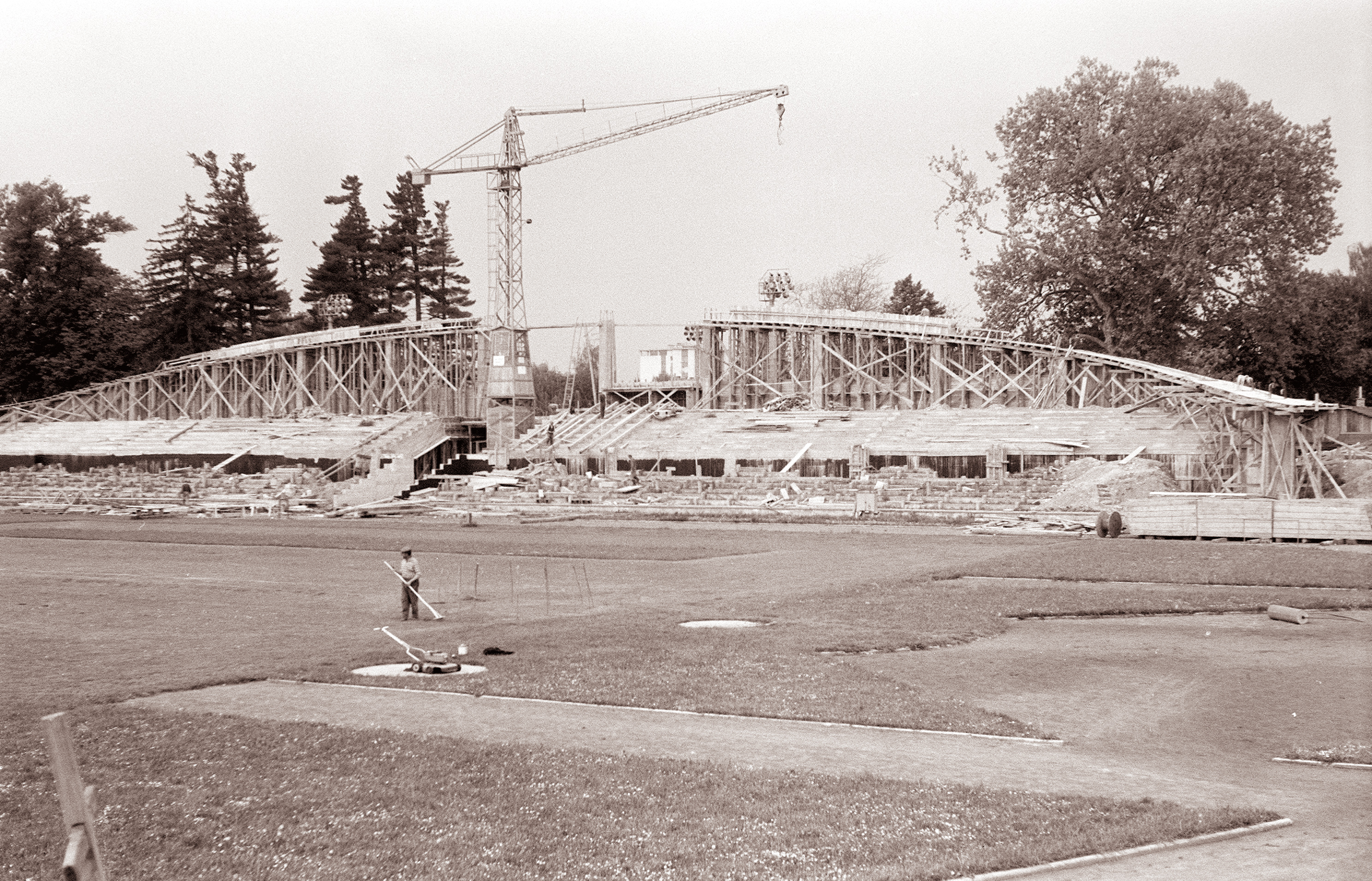
Construcción de la tribuna principal en 1961.

Durante la Segunda Guerra Mundial, cuando Maribor fue ocupado por Alemania, el régimen nazi ordenó el desmantelamiento inmediato de todas las sociedades culturales y deportivas eslovenas. 1 SSK Maribor fue una de las que más sufrió, con decenas de sus miembros siendo encarcelados y deportados. El club eventualmente fue clausurado y muchos de sus miembros se unieron a la resistencia y un total de 51 murieron en la lucha contra los nazis. Hoy en día existe un monumento conmemorativo en la esquina noroeste del estadio en honor a ellos. Para el final de la Guerra, Maribor era la ciudad más destruida de Yugoslavia y toda el área de Ljudski vrt se encontraba devastada, completamente en ruinas y sin una organización que la pueda renovar y posteriormente administrar las instalaciones deportivas en el lugar. A finales de los años 1940s una iniciativa llevó al establecimiento del NK Branik. La traducción literal al español de la palabra eslovena Branik Branik es "Bastión". La idea inicial era crear un club de fútbol que se convertiría en la bandera de la nueva organización deportiva, con otros deportes que le seguirían después. Un par de meses después, el 29 de enero de 1949, el NK Branik fue fundado y en 1951 se unieron a la nueva organización deportiva, el MŠD Branik (Mariborsko Športno Društvo Branik).

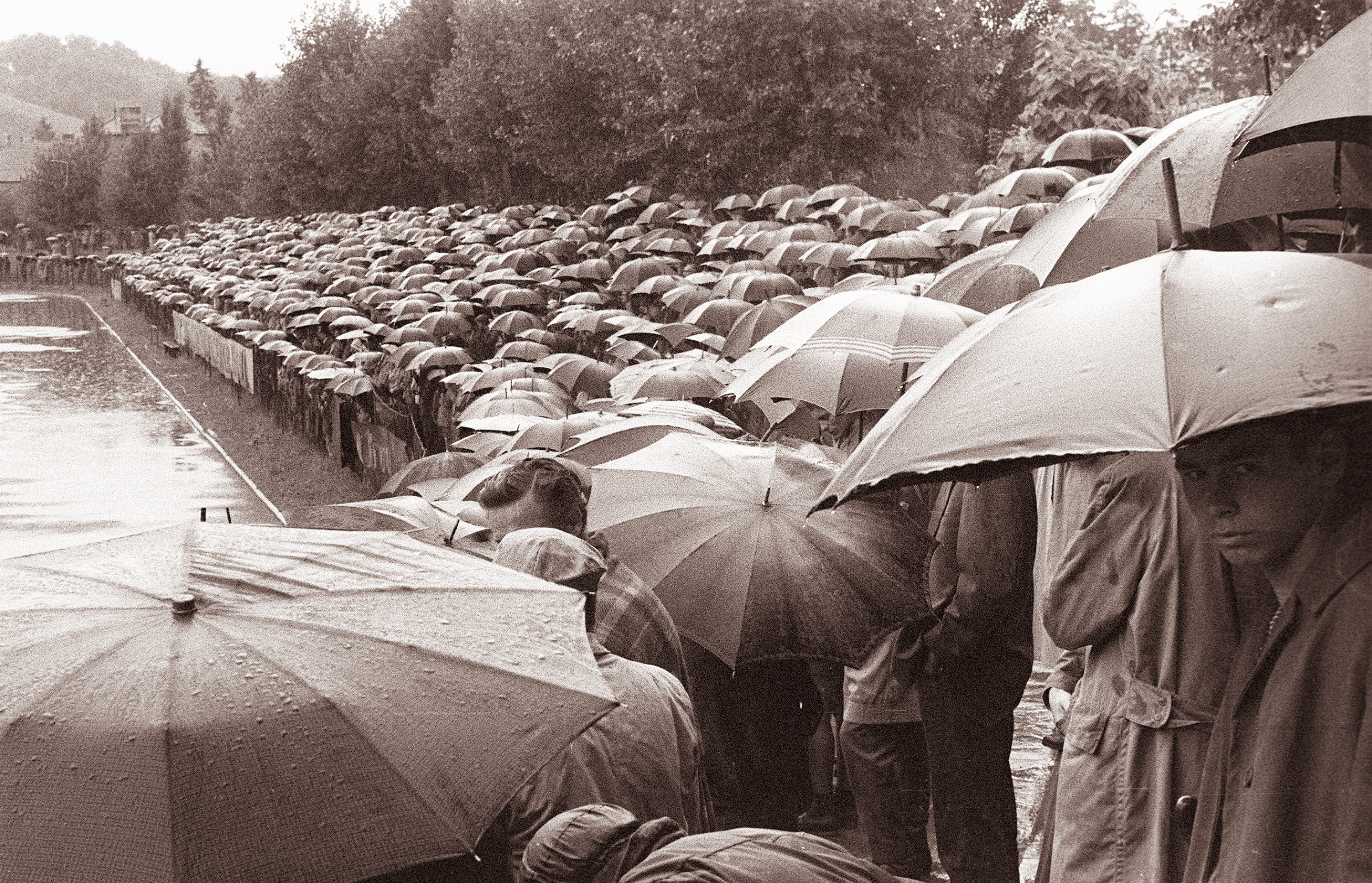
Aficionados bajo la lluvia en una de las tribunas laterales.

La renovación y construcción de la infraestructura deportiva en Ljudski vrt y alrededor de la ciudad de Maribor fue el principal objetivo de la nueva organización deportiva durante gran parte de los años 1940 y principios de 1950. El estadio Ljudski vrt fue inaugurado el 12 de julio de 1952. Para ese entonces la cancha principal estaba completamente rodeada por montículos de tierra alrededor de la pista atlética, con graderías de hormigón y asientos ubicados en el lado oeste. Para 1958 se construyeron graderías de hormigón alrededor de toda la cancha y se mantuvieron como la sección general por más de cuarenta años. El arquitecto principal de la obra fue Milan Černigoj, al cual se uniría Boris Pipan a finales de 1950 y con quién diseñaría la nueva sección principal en el lado oeste de la cancha. La construcción se inició en mayo de 1960 y fue completada en 1962, junto con las nuevas oficinas del club, vestidores y gimnasios ubicados debajo del estadio. Una característica notable del estadio es el arco de hormigón de 129.8 metros de largo y 18.4 metros de alto sobre la sección principal, el cual está protegido por el Instituto para la Protección del Legado Cultural de Eslovenia (Zavod za varstvo kulturne dediščine Slovenije). El usuario principal del estadio y las nuevas oficinas del club debía ser el NK Branik, pero el club se disolvió en agosto de 1960. Luego de que NK Branik se disolviera la ciudad de Maribor se quedó sin un club de fútbol que pudiera competir a nivel profesional, la cual fue una de las razones por las que el NK Maribor fue fundado el 12 de diciembre de 1960. El nuevo club hizo del Ljduski vrt su estadio, y el 25 de junio de 1961 jugó su primer partido en él, cuando la gradería principal aún se encontraba en construcción.

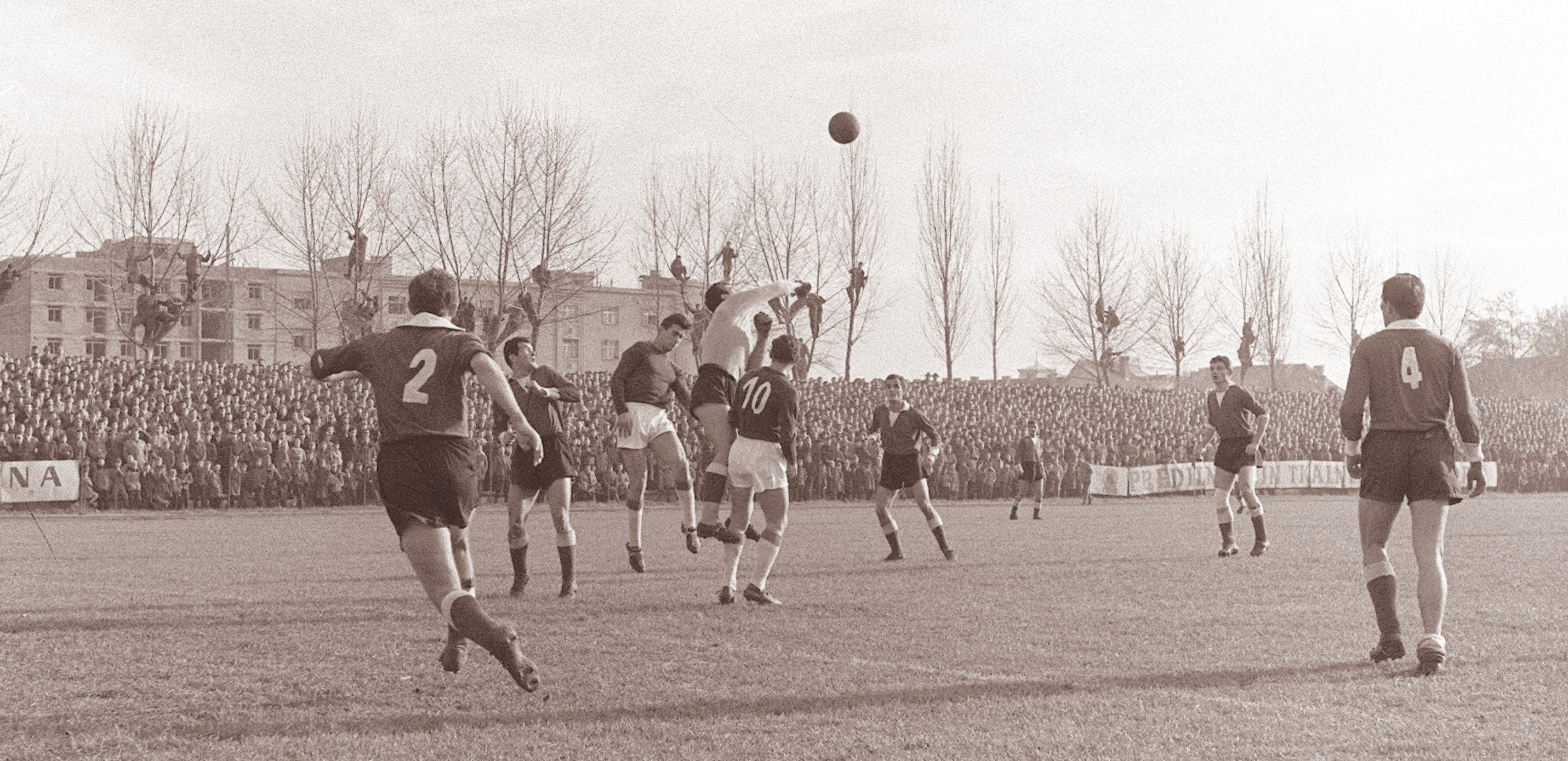
Imagen de un partido Nogomet Maribor - Tuzla en Ljudski vrt (3 de diciembre de 1961).

El Ljudski vrt se mantuvo en el mismo estado por otros treinta años sin ninguna renovación importante hasta principios de los años 1990 y la independencia de Eslovenia. Luego de inaugurar la gradería principal en 1962 la capacidad del estadio se incrementó a más de 10.000 espectadores. Sin embargo, debido a que el estadio solo contaba con graderías de hormigón, era posible acomodar hasta 20.000 personas para los partidos importantes del club. Los asientos de madera de la gradería principal fueron reemplazados por asientos de plástico en 1994. Durante ese mismo año, el 24 de agosto, se instalaron cuatro torres de reflectores para el primer partido jugado de noche en el estadio: una victoria 10-0 del NK Maribor sobre el FC Norma Tallinn por la Copa de Campeones de la UEFA. La capacidad del estadio se vio reducida considerablemente cuatro años atrás, como resultado de las regulaciones de seguridad de la UEFA, las cuales exigieron que el estadio sea sólo para espectadores sentados. Durante la temporada 1999-2000 Maribor se convirtió en el primer equipo de Eslovenia en llegar a la Liga de Campeones de la UEFA. Como resultado de esto, el estadio recibió su primera renovación a gran escala desde 1962, renovando las secciones VIP, los vestidores, y las oficinas. Las graderías del sector opuesto a la gradería principal fue agrandado, elevando la capacidad del estadio a 10.160 asientos, haciendo del Ljudski vrt el estadio más grande del país en ese entonces. Entre 2006 y 2008 el estadio volvió a ser renovado, esta vez por completo, expandiendo su capacidad a 12.994 espectadores y techando todas las secciones. Esta renovación es parte de una serie de renovaciones que se completarán después de 2013.
El estadio es conocido por los aficionados locales del NK Maribor como Nogometni hram (Templo del Fútbol) y la cancha como Sveta trava (Pasto Sagrado). Esto puede que se deba tanto al hecho que el club ha sido bastante exitoso en este estadio, pero también debido al hecho que en ese mismo lugar se encontraba un cementerio.

### Capacidad
La capacidad del Ljudski vrt ha fluctuado a través de los años debido a remodelaciones, diferentes regulaciones de seguridad y ubicación de las graderías. Aunque la capacidad oficial de estadio en los años de la ex-Yugoslavia era de aproximadamente 10.000 espectadores, el hecho que gran parte del recinto no contaba con butacas hacía posible que esta capacidad se duplicara para partidos importantes.
La capacidad oficial del estadio después de 1991 era de 7200 espectadores, pero debido a que aún en esa fecha seguía habiendo secciones que no tenían butacas, el recinto podía albergar a más de 10.000 personas en partidos importantes. El récord de asistencia en este periodo fue de 14.000 espectadores para el último partido de la temporada 1996-97. Cuando NK Maribor clasificó a la Liga de Campeones de la UEFA, el estadio fue renovado por completo y se instalaron butacas en todas las secciones debido a las regulaciones de seguridad de la UEFA, expandiendo la capacidad a 10.160 espectadores.
Las renovaciones que comenzaron en 2008 han aumentado la capacidad del estadio a 12.994, con posteriores renovaciones planificadas para los años siguientes.

## Fútbol en Ljudski vrt

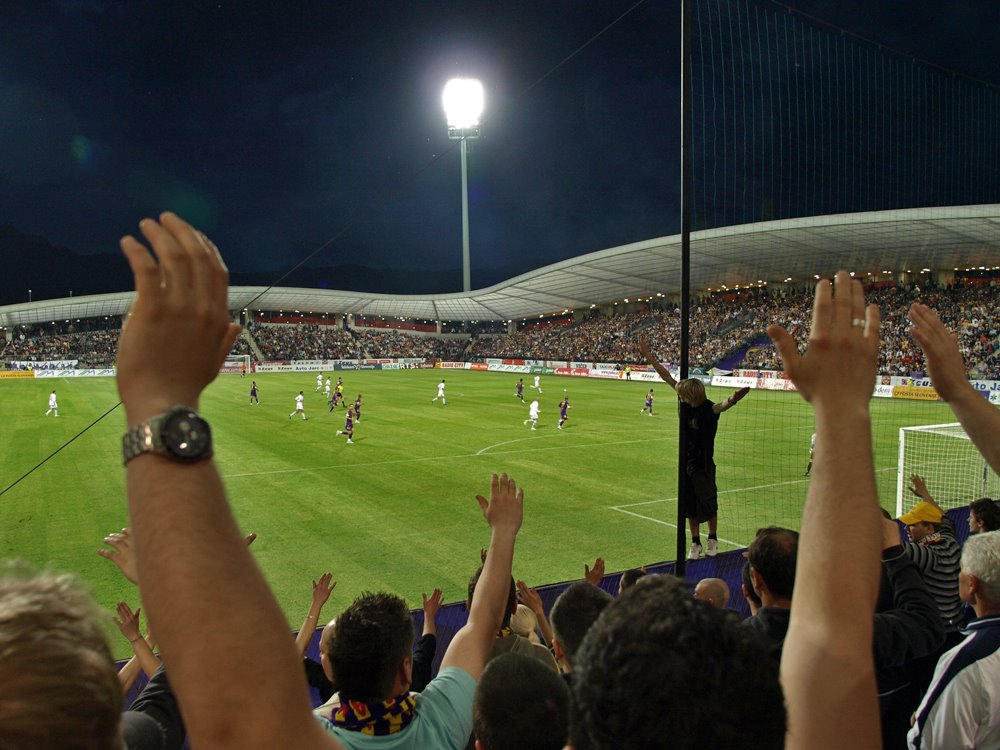
El estadio durante un partido del NK Maribor.

El estadio es utilizado principalmente para partidos de fútbol y es el campo del club NK Maribor. Es el símbolo del club y uno de los recintos deportivos más reconocidos en Eslovenia. Además de ser el estadio del Maribor, el estadio también ha sido el escenario de numerosas finales de la Copa de Eslovenia y la Supercopa Eslovena. El estadio también ha sido la sede de los partidos de la selección nacional desde 1994, habiéndose jugado allí partidos eliminatorios tanto para Copa Mundial de Fútbol de 2010 como para la Eurocopa 2012.
En 2012 el estadio fue una de las sedes del Campeonato de fútbol sub-17 de la UEFA, donde se jugaron tres partidos de la fase de grupos.

### Finales de la Copa Eslovena
| Fecha               | Asistencia | Equipo local | Resultado               | Equipo visitante      | Edición               | Reporte               |
| ------------------- | ---------- | ------------ | ----------------------- | --------------------- | --------------------- | --------------------- |
| 15 de junio de 1994 | 10.000     | Maribor      | 3–1 (Partido de vuelta) | Mura                  | Copa Eslovena 1993-94 | Reporte (en esloveno) |
| 9 de junio de 1997  | 8.000      | Maribor      | 3–0 (Partido de vuelta) | Primorje              | Copa Eslovena 1996-97 | Reporte (en esloveno) |
| 16 de junio de 1999 | 6.000      | Maribor      | 2–0 (Partido de vuelta) | NK Olimpija Ljubljana | Copa Eslovena 1998-99 | Reporte (en esloveno) |
| 19 de mayo de 2004  | 1.500      | Maribor      | 4–0 (Partido de ida)    | Dravograd             | Copa Eslovena 2003-04 | Reporte (en esloveno) |
| 30 de mayo de 2009  | 2.500      | Interblock   | 2–1                     | Koper                 | Copa Eslovena 2008-09 | Reporte (en esloveno) |
| 8 de julio de 2009  | 2.000      | Maribor      | 3–2 (pró.)              | Interblock            | Supercopa 2009        | Reporte (en esloveno) |
| 8 de mayo de 2010   | 6.000      | Maribor      | 3–2 (pró.)              | Domžale               | Copa Eslovena 2010    | Reporte (en esloveno) |
| 9 de julio de 2010  | 2.000      | Koper        | 5–4 (pen.)              | Maribor               | Supercopa 2010        | Reporte (en esloveno) |
| 8 de julio de 2011  | 2.500      | Maribor      | 1–2                     | Domžale               | Supercopa 2011        | Reporte (en esloveno) |

### Partidos de la selección nacional
| Fecha                    | Asistencia | Equipo local | Resultado | Equipo visitante   | Competición                                       | Reporte                                                         |
| ------------------------ | ---------- | ------------ | --------- | ------------------ | ------------------------------------------------- | --------------------------------------------------------------- |
| 27 de abril de 1994      | 3.000      | Eslovenia    | 3–0       | Chipre             | Amistoso                                          | Reporte (en esloveno)                                           |
| 7 de septiembre de 1994  | 6.000      | Slovenia     | 1–1       | Italia             | Clasificación para la Eurocopa 1996               | Reporte (en esloveno)                                           |
| 16 de noviembre de 1994  | 4.000      | Slovenia     | 1–2       | Lituania           | Clasificación para la Eurocopa 1996               | Reporte (en esloveno)                                           |
| 29 de marzo de 1995      | 3.000      | Slovenia     | 3–0       | Estonia            | Clasificación para la Eurocopa 1996               | Reporte (en esloveno)                                           |
| 14 de noviembre de 1998  | 4.000      | Slovenia     | 1–0       | Letonia            | Clasificación para la Eurocopa 2000               | Reporte (en esloveno)                                           |
| 9 de noviembre de 1999   | 3.000      | Slovenia     | 0–3       | Grecia             | Clasificación para la Eurocopa 2000               | Reporte (en esloveno)                                           |
| 20 de agosto de 2008     | 11.100     | Slovenia     | 2–3       | Croacia            | Amistoso                                          | Reporte (en esloveno)                                           |
| 10 de septiembre de 2008 | 10.000     | Slovenia     | 2–1       | Eslovaquia         | Clasificación para la Copa Mundial de Fútbol 2010 | Reporte (en esloveno)                                           |
| 11 de octubre de 2008    | 12.385     | Slovenia     | 2–0       | Irlanda del Norte  | Clasificación para la Copa Mundial de Fútbol 2010 | Reporte (en esloveno)                                           |
| 19 de noviembre de 2008  | 10.000     | Slovenia     | 3–4       | Bosnia-Herzegovina | Amistoso                                          | Reporte (en esloveno)                                           |
| 28 de marzo de 2009      | 12.376     | Slovenia     | 0–0       | República Checa    | Clasificación para la Copa Mundial de Fútbol 2010 | Reporte (en esloveno)                                           |
| 12 de agosto de 2009     | 6.500      | Slovenia     | 5–0       | San Marino         | Clasificación para la Copa Mundial de Fútbol 2010 | Reporte (en esloveno)                                           |
| 9 de septiembre de 2009  | 12.000     | Slovenia     | 3–0       | Polonia            | Clasificación para la Copa Mundial de Fútbol 2010 | Reporte (en esloveno)                                           |
| 12 de agosto de 2009     | 12.510     | Slovenia     | 1–0       | Rusia              | Clasificación para la Copa Mundial de Fútbol 2010 | Reporte (en esloveno)                                           |
| 3 de marzo de 2010       | 5.000      | Slovenia     | 4–1       | Catar              | Amistoso                                          | Reporte (en esloveno)                                           |
| 4 de junio de 2010       | 10.965     | Slovenia     | 3–1       | Nueva Zelanda      | Amistoso                                          | Reporte (en esloveno)                                           |
| 3 de septiembre de 2010  | 12.400     | Slovenia     | 0–1       | Irlanda del Norte} | Clasificación para la Eurocopa 2012               | Reporte (en esloveno)                                           |
| 11 de octubre de 2011    | 11.000     | Slovenia     | 1–0       | Serbia             | Clasificación para la Eurocopa 2012               | Reporte (en esloveno)                                           |
| 12 de octubre de 2012    | 11.000     | Slovenia     | 2–1       | Chipre             | Clasificación para el Mundial 2014                | Reporte Archivado el 6 de noviembre de 2012 en Wayback Machine. |

## Otros usos

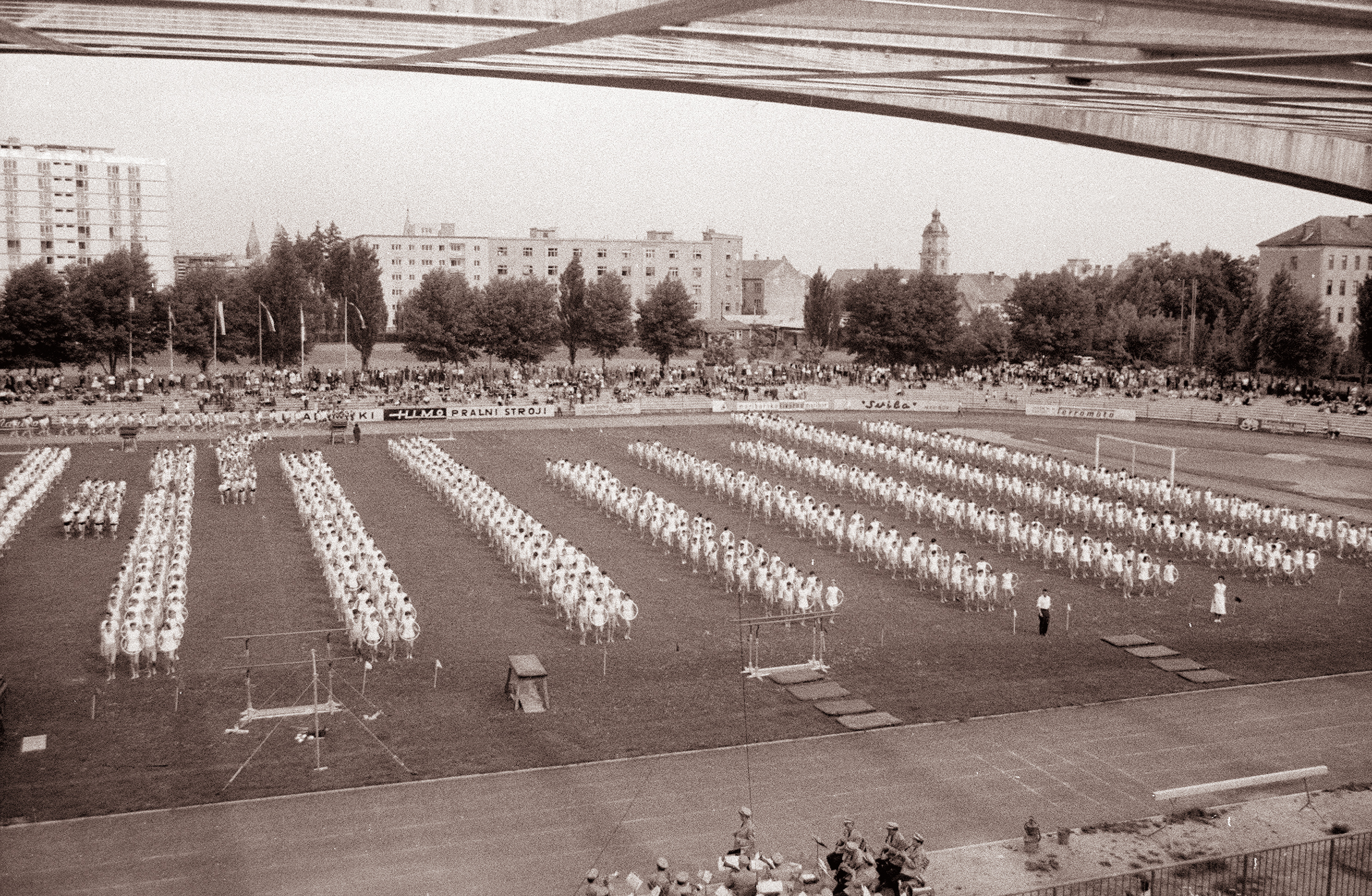
Festival de la Juventud en 1962.

Debido a su excelente acústica, el estadio se ha convertido en una opción popular para conciertos y otros eventos culturales. Uno de los primeros que se llevaron a cabo en el recinto luego de su renovación a finales de los años noventa fue el musical Zorba, el cual contó con una asistencia de 6.000 personas. El estadio también es el lugar del concierto anual Piše se leto, organizado por el periódico Večer de la ciudad de Maribor.

## Transporte
El estadio se encuentra a aproximadamente 1.5 kilómetros de la estación de autobuses y trenes de Maribor, la cual se encuentra en el Corredor Pan-Europeo X-A que conecta a Zagreb con Graz y el Corredor Pan-Europeo V, que conecta Venecia con Kiev (Liubliana - Budapest). Varias líneas de buses pasan directamente por el estadio y las estaciones de buses más cercanas se encuentran a menos de 100 metros del recinto. La conexión con la Autopista A1, que conecta al sistema de carreteras de Eslovenia, se encuentra a 3 kilómetros al este, mientras que el Aeropuerto Edvard Rusjan está a 13 kilómetros al sureste del estadio.